# Physikalische Atmosphäre
Die physikalische Atmosphäre ist eine nicht SI-konforme Einheit des Drucks. Seit dem 1. Januar 1978 ist sie in Deutschland keine gesetzliche Einheit mehr. Das Einheitenzeichen ist atm.
Die Einheit ist historisch so festgelegt worden, dass der Druck von 1 atm so groß ist wie der mittlere in Höhe des Meeresspiegels herrschende Luftdruck. Dieser wird durch die Gewichtskraft der Erdatmosphäre verursacht.
Der Druck der physikalischen Atmosphäre gehört zu den Standardbedingungen, die bei vielerlei Prozessen und Messwerten zugrunde gelegt wird.
Von der physikalischen Atmosphäre zu unterscheiden ist die technische Atmosphäre (at), eine ebenfalls veraltete Druckeinheit.

## Etymologie
Das Wort Atmosphäre leitet sich von altgriechisch ἀτμός atmós, deutsch ‚Dampf‘, ‚Dunst‘, ‚Hauch‘ und σφαῖρα sphaira, deutsch ‚Kugel‘ (latinisiert sphära) her. Es bezeichnet im vorliegenden Zusammenhang die gasförmige Hülle über der Erdoberfläche. Die Druckeinheit orientiert sich an der Größe des normalen Drucks, der von dieser Hülle ausgeübt wird.

## Definition
Der Standard-Atmosphärendruck wurde 1954 als Maßeinheit definiert zu 101 325 N/m2. Diese Einheit erhielt den Namen „Standardatmosphäre“ oder „physikalische Atmosphäre“. Ihre Größe ergibt sich in den aktuellen gesetzlichen Druckeinheiten zu
{\displaystyle 1\,\mathrm {atm} =101\,325\,\mathrm {Pa} =1{,}013\,25\,\mathrm {bar} }
Umgekehrt ist
{\displaystyle 1\,\mathrm {Pa} \approx 9{,}869\,2\cdot 10^{-6}\,\mathrm {atm} }
Zuvor galt als Standard ein Atmosphärendruck von 760 Torr, d. h. der Druck, der in einem Quecksilberbarometer eine Quecksilbersäule der Höhe {\displaystyle h=760\;\mathrm {mm} } hält. Da der Druck über {\displaystyle p=\rho \cdot g\cdot h} auch von der lokalen Fallbeschleunigung {\displaystyle g} und der Dichte {\displaystyle \rho } des Quecksilbers abhängt, war diese Definition vom Messort und der Temperatur abhängig.
Mit der Definition von 1954 über die Einheiten des metrischen Systems wurde die physikalische Atmosphäre unabhängig von Temperatur, Ort und Wetterlage. Der Wert von 101 325 Pa ergab sich unter Verwendung von:
{\displaystyle \rho =\mathrm {13{,}595\,1\,{\frac {g}{cm^{3}}}} \ }  (Dichte von Quecksilber bei 0 °C)
{\displaystyle g=9{,}806\,65\,\mathrm {\frac {m}{s^{2}}} \ }  (Normfallbeschleunigung)
Dadurch erhielt zugleich die (heute ebenfalls nicht mehr gesetzliche) Einheit Torr eine Definition über das metrische System:
{\displaystyle \mathrm {1\,Torr={\frac {1\,\mathrm {atm} }{760}}=133{,}322\ldots \,Pa} }
Neben der physikalischen Atmosphäre war als fast gleich große Druckeinheit die technische Atmosphäre definiert mit glattem Umrechnungsfaktor zur Krafteinheit Kilopond (kp) des technischen Maßsystems
1 at = 1 kp/cm2 = 98 066,5 Pa.
Als ebenfalls fast gleich große Druckeinheit ist das Bar definiert mit glattem Zehnerpotenz-Umrechnungsfaktor zur Krafteinheit Newton des SI-Systems
1 bar = 105 N/m2 = 105 Pa.